# Katsumi Tezuka
Pour les articles homonymes, voir Tezuka.
Katsumi Tezuka (手塚 勝巳, Tezuka Katsumi), né le 31 août 1912, est un acteur japonais connu pour avoir joué des monstres dans plusieurs films de kaijū de la Tōhō réalisés par Ishirō Honda. Il est également joueur professionnel de baseball.

## Biographie
Il étudie à l'université Senshū (en) de Tokyo et joue pendant un an dans l'équipe des Great Tokyo Forces dans la Nippon Professional Baseball avant la guerre. Il entre dans le monde du cinéma en tant que figurant. Après la guerre, il décide de devenir acteur et entame alors une carrière prolifique auprès du réalisateur Ishirō Honda et de l'acteur Haruo Nakajima pour la Tōhō. Il interprète notamment les kaijū Godzilla, Anguirus, Rodan, Varan et Meganulon. En 1967, il fait ses adieux à l'écran après 45 films.
En 2000, il reprend ses activités pour la dernière fois en doublant Kron dans Dinosaures.

## Filmographie
- 1939 : Song of the White Orchid (1ère partie)
- 1939 : Song of the White Orchid (2ème partie)
- 1940 : Hideko no Oendancho
- 1940 : Haruyo Izuko
- 1953 : Eagle of the Pacific
- 1954 : Godzilla
- 1955 : The Immortal Pitcher
- 1955 : Le Retour de Godzilla
- 1956 : Rodan
- 1957 : Prisonnière des Martiens
- 1958 : L'Homme H
- 1958 : Varan, le monstre géant
- 1959 : Les Trois trésors
- 1959 : La Bataille interplanétaire
- 1960 : Storm Over the Pacific
- 1961 : The Story of Osaka Castle
- 1961 : Mothra
- 1962 : Astronaut 1980
- 1962 : King Kong contre Godzilla
- 1963 : Attack Squadron!
- 1963 : Matango
- 1963 : Atragon
- 1964 : Mothra contre Godzilla
- 1964 : Ghidorah, le monstre à trois têtes
- 1965 : Retreat From Kiska
- 1965 : Beast Alley
- 1966 : Kureji Dayo Kisoutengai
- 1967 : Discover Japan with the 5 Gents
- 1967 : Five Gents Prefer Geisha